# Pelodryadinae
A Pelodryadinae a  a kétéltűek (Amphibia) osztályába a békák (Anura) rendjébe tartozó Pelodryadidae család alcsaládja. Elterjedési területük az indonéz szigetvilág keleti részétől Új-Guineán és a Salamon-szigeteken keresztül Ausztráliáig tart.

## Nemek
Duellmann és munkatársainak 2016-ban megjelent átfogó munkáját követően az Amphibian Species of the World a Pelodryadinae alcsaládot a Pelodryadidae családba sorolja:
- Nyctimystes Stejneger, 1916
- Ranoidea Tschudi, 1838

Az AmphibiaWeb továbbra is a Levelibéka-félék (Hylidae) családba helyezi az alcsaládot, mely abban a rendszerben három nemet tartalmaz:
- Cyclorana Steindachner, 1867
- Litoria Tschudi, 1838
- Nyctimystes Stejneger, 1916